# Picot pit-roig
El picot pit-roig (Sphyrapicus ruber) és una espècie d'ocell de la família dels pícids (Picidae) que habita els boscos de coníferes d'Amèrica del Nord, al sud-est d'Alaska, Colúmbia Britànica i cap al sud fins a Califòrnia i oest de Nevada.